# Steve Kahan
Pour les articles homonymes, voir Kahan.
Steve Kahan est un acteur américain né à New York en 1939. Il est le cousin du réalisateur Richard Donner, qui l'emploiera dans douze de ses films dont Superman et la saga de L'Arme fatale.

## Filmographie
- 1978 : Superman : Detective Patterson
- 1980 : Inside Moves : Burt
- 1982 : The Toy : State Trooper
- 1985 : Berrenger's (série TV) : Nick Morrison
- 1987 : The Last Fling (TV)
- 1987 : L'Arme fatale (Lethal Weapon) de Richard Donner : Captain Ed Murphy
- 1987 : Destination America (TV)
- 1987 : Les Tueurs de l'autoroute (Police Story: The Freeway Killings) (TV) : Paulis
- 1988 : Fantômes en fête (Scrooged) : Technician
- 1989 : L'Arme fatale 2 (Lethal Weapon 2) de Richard Donner : Captain Ed Murphy
- 1990 : Predator 2 de Stephen Hopkins :  Sergeant
- 1992 : Le Rêve de Bobby (Radio Flyer) : Coffee shop manager
- 1992 : Dead On: Relentless II : Ibsen
- 1992 : L'Arme fatale 3 (Lethal Weapon 3) : Captain Ed Murphy
- 1993 : Warlock: The Armageddon : Will Travis
- 1993 : Demolition Man de Marco Brambilla : Captain Healy
- 1994 : The Favor : Helpful Fisherman
- 1994 : Maverick : Dealer
- 1995 : Sauvez Willy 2 (Free Willy 2: The Adventure Home) : Captain Nilson
- 1995 : Assassins : Alan Branch
- 1997 : Complots (Conspiracy Theory) : Mr. Wilson
- 1998 : L'Arme fatale 4 (Lethal Weapon 4) : Captain Ed Murphy
- 2001 : Snow, Sex and Sun (Out Cold) : le gérant du bar Powder Room
- 2003 : Prisonniers du temps (Timeline) : Baker
- 2006 : 16 blocs (16 Blocks) : le patron du restaurant